# San Andrés (Satué)

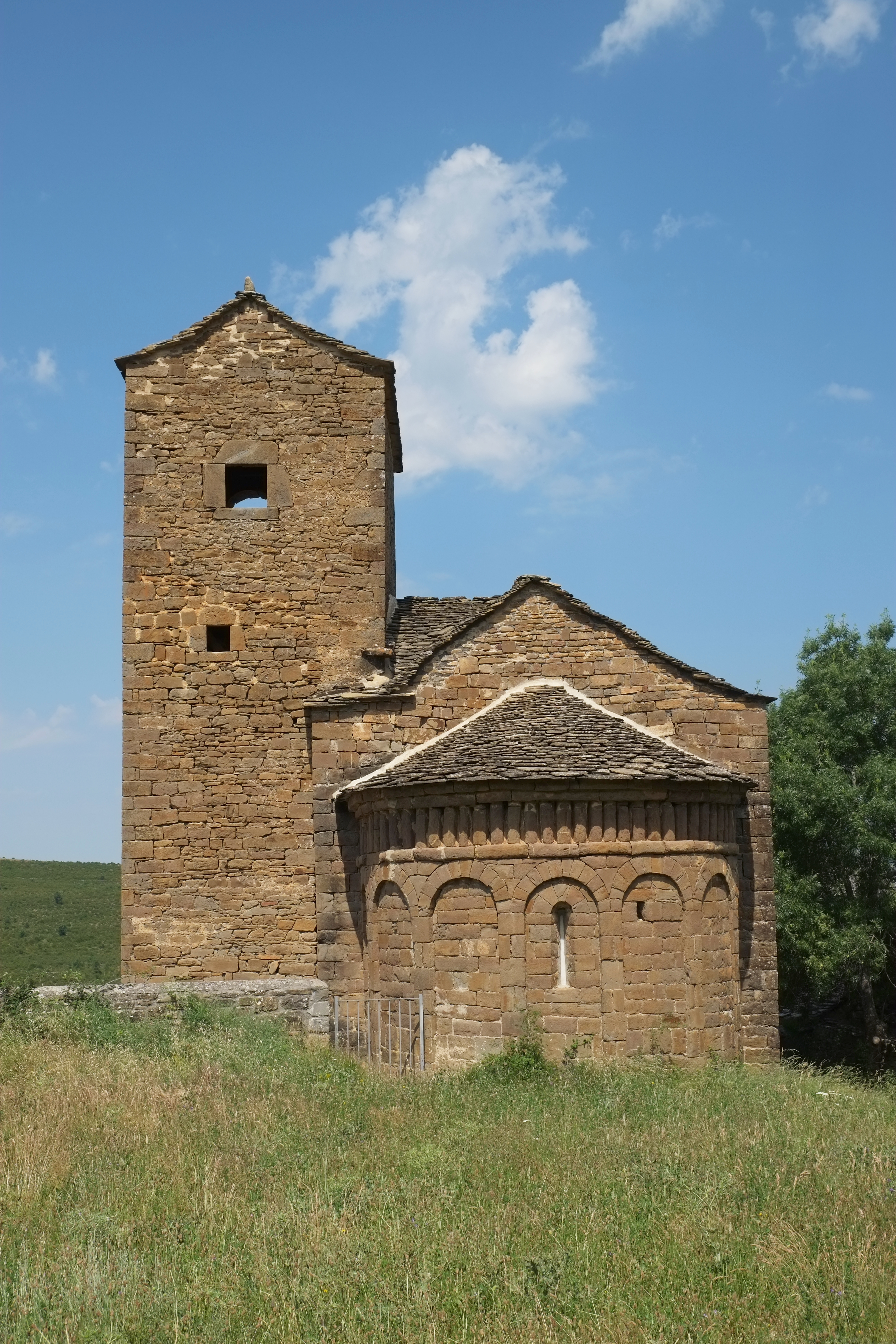
Kirche San Andrés

Die römisch-katholische Pfarrkirche San Andrés in Satué, einem Ortsteil der Gemeinde Sabiñánigo in der spanischen Provinz Huesca der Autonomen Gemeinschaft Aragonien, wurde im 11. Jahrhundert errichtet. Die romanische Kirche ist seit 1982 ein geschütztes Baudenkmal (Bien de Interés Cultural).

## Geschichte
Die dem Apostel Andreas geweihte Kirche wurde zwischen 1050 und 1060 errichtet und unterstand dem Kloster San Juan de la Peña.

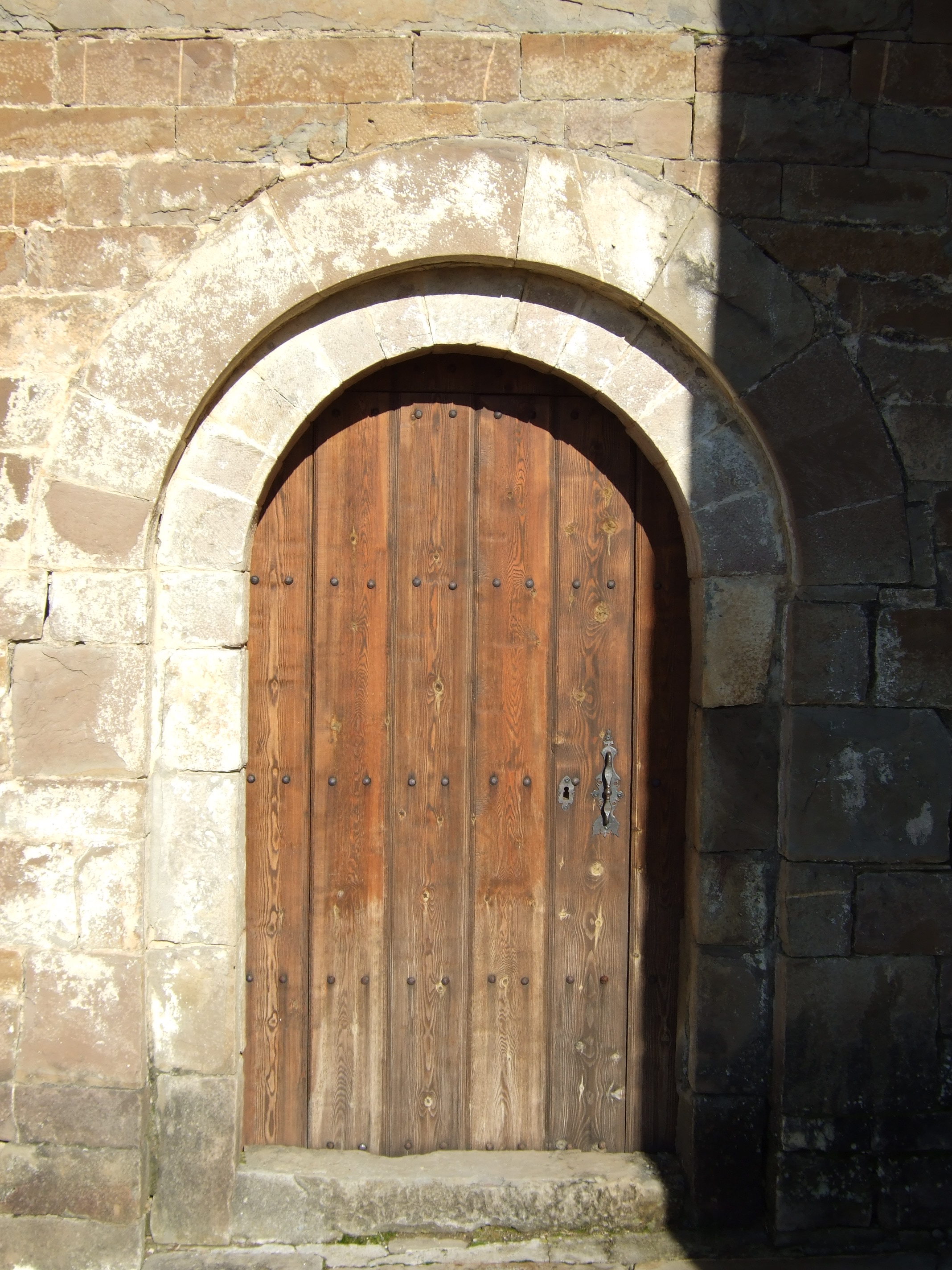
Portal

Während des Spanischen Bürgerkriegs wurde das Bauwerk beschädigt. In den 1970er Jahren wurde die Kirche mit Hilfe der Amigos de Serrablo umfassend restauriert.

## Architektur
Die einschiffige Kirche ist aus sorgfältig bearbeiteten Werksteinen gefertigt. Sie besitzt einen halbrunden Chor, den fünf Blendarkaden gliedern, über denen ein Fries mit Rundstäben verläuft. Die Längsseiten der Kirche werden von zwei Strebepfeilern gestützt. Der Turm wurde in späterer Zeit hinzugefügt. Ein schlichtes rundbogiges Portal befindet sich an der Südseite.